# Ampliación del campo de batalla
Ampliación del campo de batalla, en francés «Extension du domaine de la lutte», es la primera novela del escritor francés Michel Houellebecq. Publicada en 1994 por Éditions Maurice Nadeau, fue traducida en español en 1999 por la editorial Anagrama.
La novela cuenta la historia de un ingeniero informático soltero de clase media que oscila entre la depresión en el trasfondo de una deshumanizada sociedad francesa y el deseo de distanciamiento voluntario y de pasividad, acompañados de un cierto tono sarcástico característico del autor.

## Presentación

### Argumento
El protagonista, sin nombre ─el autor lo llama «notre héros» («nuestro héroe») a lo largo de toda la novela─, tiene treinta años, es soltero y se gana bien la vida trabajando para una gran empresa en la que desempeña un cargo medio alto como analista programador informático. A pesar de su éxito laboral, se considera un fracasado en el terreno sentimental, feo y sin encanto, con frecuentes episodios depresivos, no se corresponde con lo que las mujeres buscan en un hombre. El lector no conoce su nombre y a nadie parece interesar.
Jugador descalificado pero espectador perspicaz de esta parte de esta partida de falsas apariencias que es la vida moderna occidental, el narrador describe la lucha diaria entre sus congéneres, siempre en busca de un poco de amor, placer y dinero. Esta lucha, ampliada a todos los aspectos de la vida por la influencia del modelo liberal, transforma el más pequeño de nuestros gestos en un combate épico, en el que hay ganadores y perdedores. Algunos de estos perdedores se resisten a caer en el abismo existencial en el que cae el protagonista. A menudo, su entorno muestra una fachada dinámica que contrasta con su neurastenia. Sin embargo, el desencanto siempre tiene lugar, como si fuera imposible o ridículo implicarse con el mundo. El narrador describe así el desajuste entre la proyección existencial de uno de sus amigos y la realidad de su vida cotidiana, poniendo en perspectiva su ideología elitista y la mediocridad de una soltería sin salida. La sexualidad se convierte también en un sistema de jerarquía social. Resignado, el narrador se coloca definitivamente fuera de esa batalla, recluido en una nostalgia adolescente, a veces pensando en el suicidio como única salida posible.

### Índice
- Primera parte: doce capítulos.
- Segunda parte: diez capítulos.
- Tercera parte: seis capítulos.

## Temas
Es difícil saber si Houellebecq expresa sus ideas a través de sus personajes o si, por el contrario, intenta crear una suerte de antihéroe con unos valores intelectuales particularmente insólitos.

### El liberalismo
La novela expone una interesante propuesta de análisis de las relaciones sociales entre hombres y mujeres en el contexto del liberalismo, cercana a las ideas del sociólogo Michel Clouscard.
La lucha en cuestión es la lucha de clases, que ahora se extendería al dominio sexual de una manera perpendicular al estatus económico. El narrador se describe a sí mismo como un ganador en el segundo eje, perdiendo en el primero. Sin embargo, este punto de vista inspirado en el marxismo es el del narrador y no necesariamente el del autor. Varios años después, Houellebecq publicaría «Plataforma», en la que, por el contrario, el protagonista alardea de los beneficios del turismo sexual entre adultos con consentimiento.

En un sistema económico perfectamente liberal, algunos acumulan considerables fortunas; otros se hunden en el paro y la miseria. En un sistema sexual perfectamente liberal, algunos tienen una vida erótica variada y excitante; otros se ven reducidos a la soledad.

### El rol del psicoanálisis según el protagonista
El héroe o antihéroe también da su opinión sobre presunto papel perjudicial sobre las mujeres del psicoanálisis: los psicoanalistas simplemente destruirían toda inocencia y generosidad, y por lo tanto destruirían «toda aptitud para el amor». Sin embargo, quizás el autor simplemente quiera mostrar la desesperación de su antihéroe. Este rechazo del psicoanálisis también es propio de Houellebecq, quien considera charlatanes a los psicoanalistas, que basan su razonamiento en especulaciones.

## Adaptación cinematográfica
La novela fue adaptada al cine en 1999 por el director Philippe Harel, con José Garcia, Philippe Harel y Catherine Mouchet en los papeles principales.